# Dinosauromorpha
A Dinosauromorpha az archosaurusok egyik kládja, amely egyben a dinoszauruszok csoportjának testvértaxonja. Bazális képviselőik közé tartozik a Marasuchus, az Argentínában a középső triász időszak ladin korszakában élt bizonytalan identitású Lagosuchus, az Arizona, Új-Mexikó és Texas államok területén a nori korszakban élt Dromomeron, a Lengyelországban, a karni korszakban élt „silesaurusok” közé tartozó Silesaurus, az Új-Mexikóban a karni–nori korszakban élt Eucoelophysis, az Argentiában a ladin korszakban élt Pseudolagosuchus, valamint feltehetően ide tartozik a Brazíliában a nori korszakban élt Sacisaurus és a Texasban, a karni korszakban élt Technosaurus is. A dinosauromorphák egyetlen mai túlélői a madarak.

## Osztályozás
Az elnevezés 1984-ből, Michael J. Bentontól származik. Az első kládot 1991-ben Paul Sereno hozta létre, aki véletlenül csomópont-alapú kládként – a Lagerpeton chanarensis, a Lagosuchus talampayensis, a Pseudolagosuchus major, valamint a Dinosauria (beleértve az Aves kládot) utolsó közös őseként és annak valamennyi leszármazottjaként – és ág-alapú kládként – a Dinosauriához a Pterosauriánál közelebb álló ornithodirák csoportjaként – is definiálta a fogalmat.
Sereno 2005-ben egy jóval pontosabb definícióval állt elő: a csoport tagja a Passer domesticus (Linnaeus. 1758) és valamennyi olyan faj, amely közelebb áll a Passer nemhez, mint a Pterodactylus antiquushoz (Soemmerring, 1812), az Ornithosuchus woodwardihoz (Newton, 1894) vagy a nílusi krokodilhoz (Laurenti, 1768). Ezáltal a pteroszauruszok távolabb kerülnek a dinoszauruszoktól, de az új definíció érvényben maradhat, emellett definiálja a kapcsolatot a Crurotarsival is; amely ebben ez esetben az Avemetatarsalia korábbi szinonimájává válik.

## Fordítás
- Ez a szócikk részben vagy egészben  a   Dinosauromorpha című angol Wikipédia-szócikk ezen változatának fordításán alapul.  Az eredeti cikk szerkesztőit annak laptörténete sorolja fel. Ez a jelzés csupán a megfogalmazás eredetét és a szerzői jogokat jelzi, nem szolgál a cikkben szereplő információk forrásmegjelöléseként.